# Eupaxia quadrata
Eupaxia quadrata är en mossdjursart som först beskrevs av George Busk 1884.  Eupaxia quadrata ingår i släktet Eupaxia och familjen Candidae. Inga underarter finns listade i Catalogue of Life.